# Troticus louwpenrithi
Troticus louwpenrithi är en stekelart som beskrevs av Braet 2001. Troticus louwpenrithi ingår i släktet Troticus och familjen bracksteklar. Inga underarter finns listade i Catalogue of Life.